# Фадеев, Александр Александрович (генерал)
Александр Александрович Фадеев (1811—1898) — русский военный и общественный деятель. Генерал от артиллерии (1879).

## Биография
Родился 30 марта 1811 года. Вступил в службу в 1826 году, в 1829 году  после окончания Михайловского артиллерийского училища и Михайловской артиллерийской академии по 1-му разряду, произведён в прапорщики артиллерии. В 1830 году произведён в подпоручики, в 1834 году в поручики, в 1836 году в штабс-капитаны.  В 1840 году произведён в капитаны. В 1841 году произведён в штабс-капитаны гвардии. В 1843 году в капитаны гвардии. В 1844 году произведён в полковники «за отличие по службе».
С 1849 года начальник Охтенского капсульного завода и Охтенского порохового завода. В 1852 году произведён в генерал-майоры «за отличие по службе». С 1858 года член Конференции Михайловского артиллерийского училища.
В 1862 году произведён в генерал-лейтенанты «за отличие по службе». С 1867 года член Артиллерийского комитета Главного артиллерийского управления.
В 1879 году произведён в генералы от артиллерии «за отличие по службе» и избран почётным членом Михайловской артиллерийской академии. С 1883 года назначен  членом Александровского комитета о раненых.
Умер 3 декабря 1898 года в Санкт-Петербурге.

## Награды
Награды
- Орден Святой Анны 3-й степени  (1847)
- Орден Святой Анны 2-й степени (1848; Императорская корона — 1851)
- Орден Святого Владимира 3-й степени с мечами (1855)
- Орден Святого Станислава 1-й степени (1856)
- Орден Святой Анны 1-й степени  (1860; Императорская корона — 1867)
- Орден Святого Владимира 2-й степени  (1870)
- Орден Белого орла (1873)
- Орден Святого Александра Невского (1884; Бриллиантовые знаки — 1888)
- Орден Святого Владимира 1-й степени  (1893)